# شوكارة (تشيلو)
شوكارة (بالفارسية: شکره) هي منطقة سكنية تقع في إيران في قسم تشيلو الريفي. يقدر عدد سكانها بـ 0 نسمة بحسب إحصاء 2016.